# همه ما غریبه‌ها
همهٔ ما غریبه‌ها (انگلیسی: All of Us Strangers) فیلم فانتزی عاشقانه بریتانیایی محصول سال ۲۰۲۳ به کارگردانی اندرو هیگ است. این فیلم بر اساس رمان غریبه‌ها اثر تایچی یامادا چاپ ۱۹۸۷ است و فیلم‌نامه به‌دست هیگ نوشته شده‌است. در این فیلم اندرو اسکات، پل مسکال، کلر فوی و جیمی بل به ایفای نقش پرداخته‌اند. این فیلم پس از فیلم ژاپنی بی‌کالبد محصول ۱۹۸۸ به کارگردانی نابوهیکو اوبایاشی، دومین اقتباس سینمایی از این رمان به‌شمار می‌رود.
این فیلم نخستین بار در پنجاهمین جشنواره فیلم تلیوراید در ۳۱ اوت ۲۰۲۳ به نمایش درآمد و در ۲۲ دسامبر ۲۰۲۳ توسط سرچلایت پیکچرز در ایالات متحده اکران شد.

## داستان
آدام، فیلمنامه‌نویسی که در لندن زندگی می‌کند، با همسایه مرموز خود هری رویارو می‌شود. همان‌طور که رابطهٔ آن‌ها رشد می‌کند، آدام به خانهٔ دوران کودکی خود بازمی‌گردد تا متوجه شود والدین او که مدت هاست مرده‌اند، نه تنها زنده و سالم هستند، بلکه ظاهراً از ۳۰ سال پیش پیر نشده‌اند.

## بازیگران
- اندرو اسکات در نقش آدام
- پل مسکال در نقش هری
- جیمی بل در نقش پدر آدام
- کلر فوی در نقش مادر آدام

## تولید
زمانی که فیلم در آن زمان با نام غریبه‌ها شناخته می‌شد و بازیگران اصلی در ۳۰ ژوئن ۲۰۲۲ اعلام شدند، فیلمبرداری در بریتانیا در دست اقدام بود. این اعلامیه در رسانه‌های اجتماعی پرسش‌هایی را به دنبال داشت که آیا این طرح شامل رابطه‌ای عاشقانه بین شخصیت‌های اسکات و مسکال است. دیلی بیست این را محتمل دانست زیرا شخصیت مسکال با شخصیتی زن در رمان اصلی مطابقت دارد که با قهرمان داستان رابطه عاشقانه دارد، و اندرو هیگ نیز پیش‌تر آثار تحسین‌شده‌ای با مضمون همجنس‌گرایان را کارگردانی کرده‌است. داستان عاشقانهٔ بین شخصیت‌ها در اعلامیهٔ اوت ۲۰۲۳ از ترتیب‌بندی فیلم‌های جشنواره فیلم نیویورک تأیید شد.
خانهٔ دوران کودکی هیگ، محل فیلم‌برداری خانه‌ای بود که آدام والدینش را در آن پیدا می‌کند.

## بازخورد
این فیلم بر اساس ۱۷۹ نقد، امتیاز ۹۵٪ را در راتن تومیتوز کسب کرده و میانگین نمرهٔ ۸٫۶/۱۰ را در این وبگاه دارد. در متاکریتیک، این فیلم بر اساس نظر ۴۶ منتقد، میانگین امتیاز ۸۸ از ۱۰۰ را به خود اختصاص داده‌است که نشان‌دهندهٔ «تحسین همگانی» است.